# 国际宇航员计划
国际宇航员计划或国际宇宙计划（俄語：Интеркосмос，拉丁化： 或 ，意义：“国际宇宙”）指冷战时期，前苏联與俄羅斯獨立後頭兩年提供的国际无人与载人航天计划。

## 背景
1957年10月4日，苏联发射卫星一号，翌年1月31日，美国又发射探险者1号，苏美之间的太空竞赛由此展开。在此后的很长一段时间内，只有苏美两个超级大国拥有发射人造卫星的能力。美国为了巩固其北约盟友制衡苏东联盟的能力，决定为其北约的加盟国家以及其他资本主义阵营的友好国家提供运载火箭来发射盟友国家的人造卫星。1962年至1976年，先后为英国、加拿大、意大利、澳大利亚、西德、荷兰、西班牙和印度尼西亚发射了人造卫星。1967年4月，苏联当局决定为其盟友国家也提供发射人造卫星的业务，首次提出“国际宇宙”计划。自1975年起，先后为印度、捷克斯洛伐克和保加利亚发射了人造卫星。另外在苏联制造的人造卫星上也为其他国家的航天或科研机构搭载实验品和仪器。
1961年4月12日，苏联宇航员尤里·加加林乘坐东方一号载人飞船进入外层空间，成为首位太空人。同年5月5日，美国的艾伦·谢泼德顺利完成水星-红石3号，成为第二位太空人。此后的42年间，载人航天的发射能力始终被苏联/俄罗斯和美国两个超级大国所垄断，直至2003年10月15日，中国的神舟五号升空。而截至1978年，64项载人航天任务无一例外承载的都是苏美两个超级大国的宇航员。1968年底，苏联从其社会主义阵营的盟国或其他的友好国家中选拔宇航员，到苏联进行培训，参加到苏联的载人航天任务当中。

## 任务

### 载人任务
|                         |          |                               |                                                                                                |                                          |                       |                   |
| 发射日期 （协调世界时） | 宇航员照 | 执行宇航员 （原文）           | 后备宇航员 （原文）                                                                            | 宇航员国籍                               | 任务名称 （任务徽章） | 进驻空间站        |
| ----------------------- | -------- | ----------------------------- | ---------------------------------------------------------------------------------------------- | ---------------------------------------- | --------------------- | ----------------- |
| 1978年3月2日            |          | 弗拉迪米尔·列梅克             | 奥尔德日赫·佩尔恰克 （Oldřich Pelčák）                                                                       | 捷克斯洛伐克社会主义共和国               | 联盟28号              | 礼炮6号空间站     |
| 1978年6月27日           |          | 米羅斯瓦夫·赫爾曼謝夫斯基     | 泽农·扬科夫斯基 （Zenon Jankowski）                                                                           | 波兰人民共和国                           | 联盟30号              | 礼炮6号空间站     |
| 1978年8月26日           |          | 西格蒙德·雅恩                 | 埃伯哈德·克尔纳 （Eberhard Köllner）                                                                           | 德意志民主共和国                         | 联盟31号              | 礼炮6号空间站     |
| 1979年4月10日           |          | 格奥尔基·伊万诺夫             | 亚历山大·亚历山德罗夫 （Александър Александров）                                                                     | 保加利亚人民共和国                       | 联盟33号              | （礼炮6号空间站） |
| 1980年5月26日           |          | 法尔卡什·拜尔陶隆             | 毛焦里·贝拉                                                                                    | 匈牙利人民共和国                         | 联盟36号              | 礼炮6号空间站     |
| 1980年7月23日           |          | 范遵                          | 裴清廉                                                                                         | 越南社会主义共和国                       | 联盟37号              | 礼炮6号空间站     |
| 1980年9月18日           |          | 阿纳尔多·塔马约·门德斯        | 何塞·阿尔曼多·洛佩斯·法尔孔 （[José Armando López-Falcón] 错误：{{Lang}}：缺少语言标签（帮助） | 古巴共和国                               | 联盟38号              | 礼炮6号空间站     |
| 1981年3月23日           |          | 朱格德尔德米德·古尔拉格查     | 迈达尔扎温·冈珠尔格 （Майдаржавын Ганзориг）                                                                       | 蒙古人民共和国                           | 联盟39号              | 礼炮6号空间站     |
| 1981年5月14日           |          | 杜米特留·普鲁纳里乌           | 杜米特留·德迪乌 （Dumitru Dediu）                                                                           | 罗马尼亚社会主义共和国                   | 联盟40号              | 礼炮6号空间站     |
| 1982年6月24日           |          | 让-卢·克雷蒂安                | 帕特里克·博德里 （Patrick Baudry）                                                                           | 法兰西共和国                             | 联盟T-6号             | 礼炮7号空间站     |
| 1984年4月2日            |          | 拉科什·沙尔马                 | 拉维什·马尔霍特拉 （रवीश मल्होत्रा）                                                                         | 印度共和国                               | 联盟T-11号            | 礼炮7号空间站     |
| 1987年7月22日           |          | 穆罕默德·法里斯               | 穆尼尔·哈比卜·哈比卜 （）                                                                      | 阿拉伯叙利亚共和国                       | 联盟TM-3号            | 和平号空间站      |
| 1988年7月6日            |          | 亚历山大·亚历山德罗夫 （Александър Александров）    | 克拉西米尔·米哈伊洛夫·斯托亚诺夫 （Красимир Михайлов Стоянов）                                                          | 保加利亚人民共和国                       | 联盟TM-5号            | 和平号空间站      |
| 1988年8月29日           |          | 阿卜杜勒·阿哈德·莫赫曼德 （عبدالاحد مومن） | 穆罕默德·道兰·吴拉姆·马苏姆 （محمد دوران غلام معصوم）                                                               | Template:Flagicon iamge 阿富汗民主共和国 | 联盟TM-6号            | 和平号空间站      |
| 1988年11月26日          |          | 让-卢·克雷蒂安                | 米歇尔·托尼尼 （Michel Tognini）                                                                             | 法兰西共和国                             | 联盟TM-7号            | 和平号空间站      |
| 1990年12月2日           |          | 秋山丰宽                      | 菊地涼子                                                                                       | 日本国                                   | 联盟TM-11号           | 和平号空间站      |
| 1991年5月18日           |          | 海倫·沙曼                     | 提摩西·梅斯 （Timothy Mace）                                                                               | 大不列顛與北愛爾蘭聯合王國               | 联盟TM-12号           | 和平号空间站      |
| 1991年10月2日           |          | 弗朗茨·菲伯克                 | 克萊門斯·洛塔勒 （Clemens Lothaller）                                                                           | 奧地利共和国                             | 联盟TM-13号           | 和平号空间站      |